# Григорий Иконописец
О другом Киево-Печерском святом с этим именем см. — Григорий Печерский
Григорий Иконописец (XI—XIII века) — инок Киево-Печерского монастыря. Святой Русской церкви, почитается в лике преподобных, память совершается (по юлианскому календарю): 8 августа и 28 сентября (Собор преподобных отцов Киево-Печерских Ближних пещер). Время жизни Григория точно неизвестно, в различных источниках называются даты смерти преподобного Григория в 1074 или 1105 году, но они не имеют под собой какого-либо основания.

Григорий был иконописцем, некоторые авторы считают его сподвижником преподобного Алипия, что не подтверждается какими-либо источниками. В древнем помяннике Киево-Печерского монастыря (XV век) упоминается пять Григориев, а иконописцем он впервые назван в первом издании Киево-Печерского Патерика (1661 год), который содержит план Ближних пещер монастыря с указанием местонахождения мощей преподобного Григория. «Описание о российских святых», известное по спискам конца XVII века, включает Григория в число киевских святых. «Сказание о святых иконописцах», написанное в начале XVIII века, сообщает о нём следующее: 
преподобный отец Григорий Печерский, иконописец киевский, много святых икон написал чудотворных, яже зде в Российской земли обретаются, спостник бе преподобному Алимпию. В нетлении в пещерах опочивает.
Общецерковное почитание началось после разрешения Святейшего Синода во второй половине XVIII века включать в общецерковные месяцесловы имена ряда киевских святых.
Иконописный подлинник (конец XVIII века) указывает изображать Григория следующим образом: «Рус, брада Златоустова, на главе клобук черн, зрит назад, риза преподобническая, испод вохра, правой руки персты вверх, левую к себе прижал, правою ногою стоит впрям».